# Cheilanthes parryi
Cheilanthes parryi là một loài thực vật có mạch trong họ Adiantaceae. Loài này được (D.C. Eaton) Domin miêu tả khoa học đầu tiên năm 1913.

## Hình ảnh

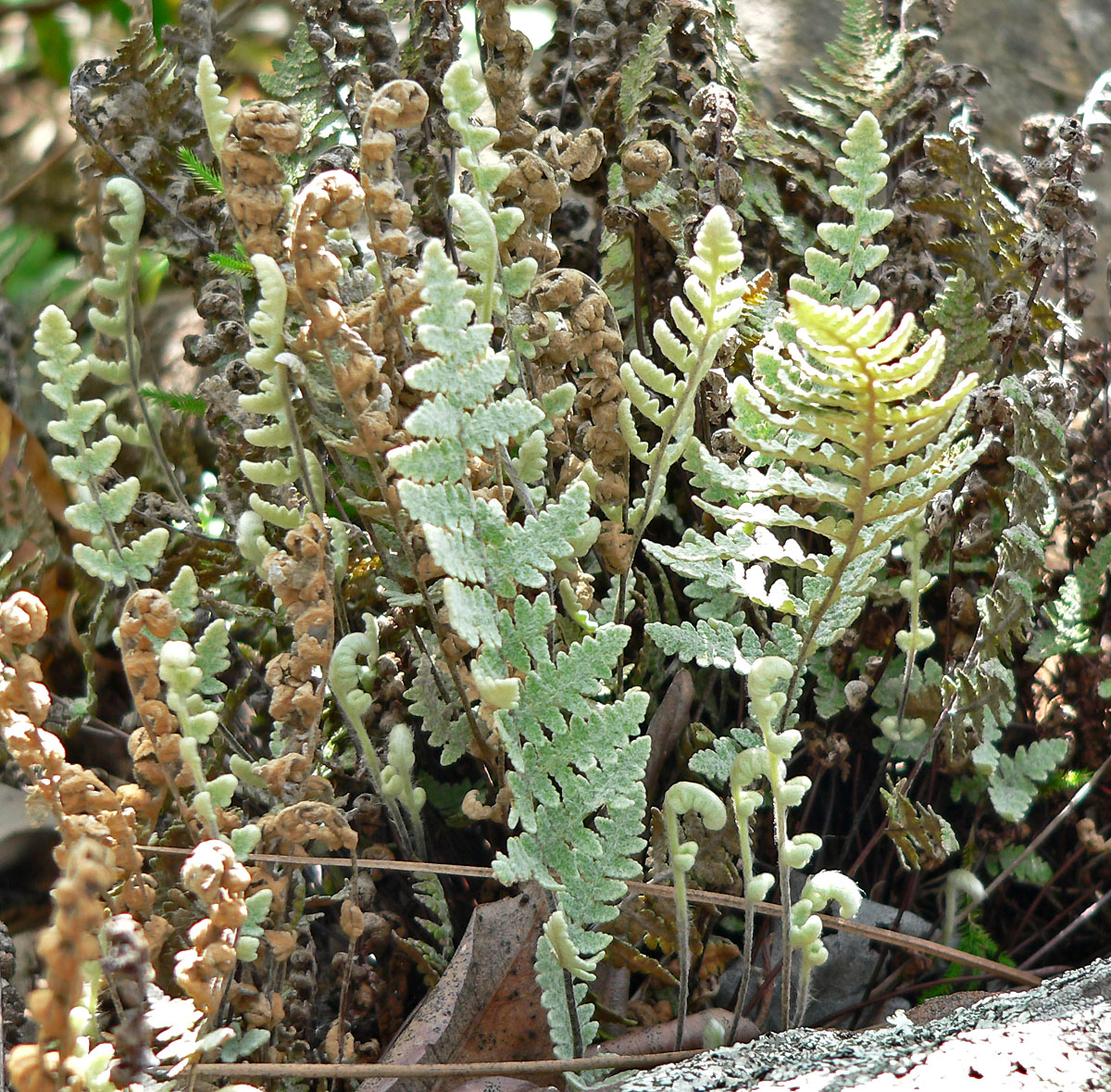
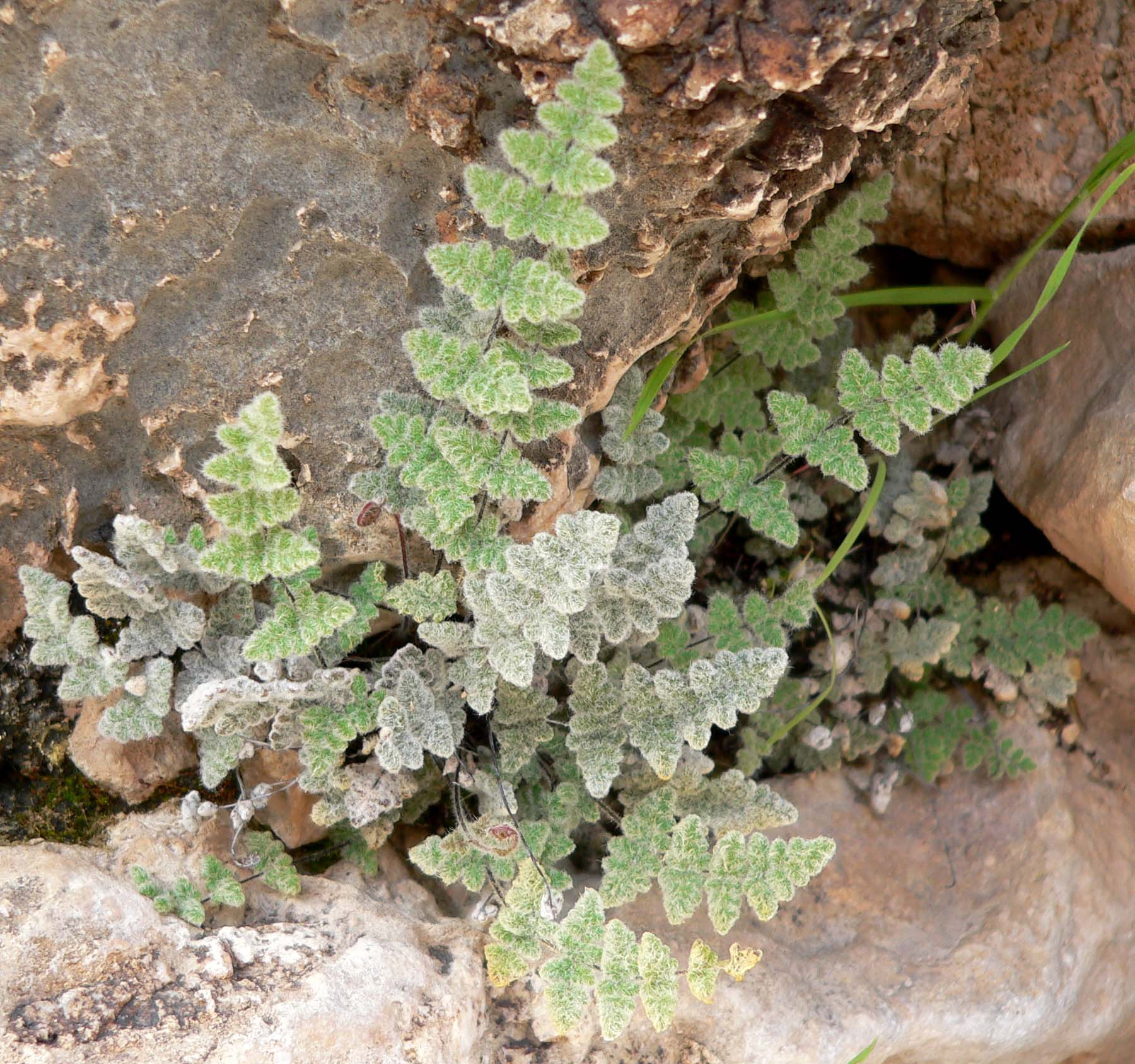
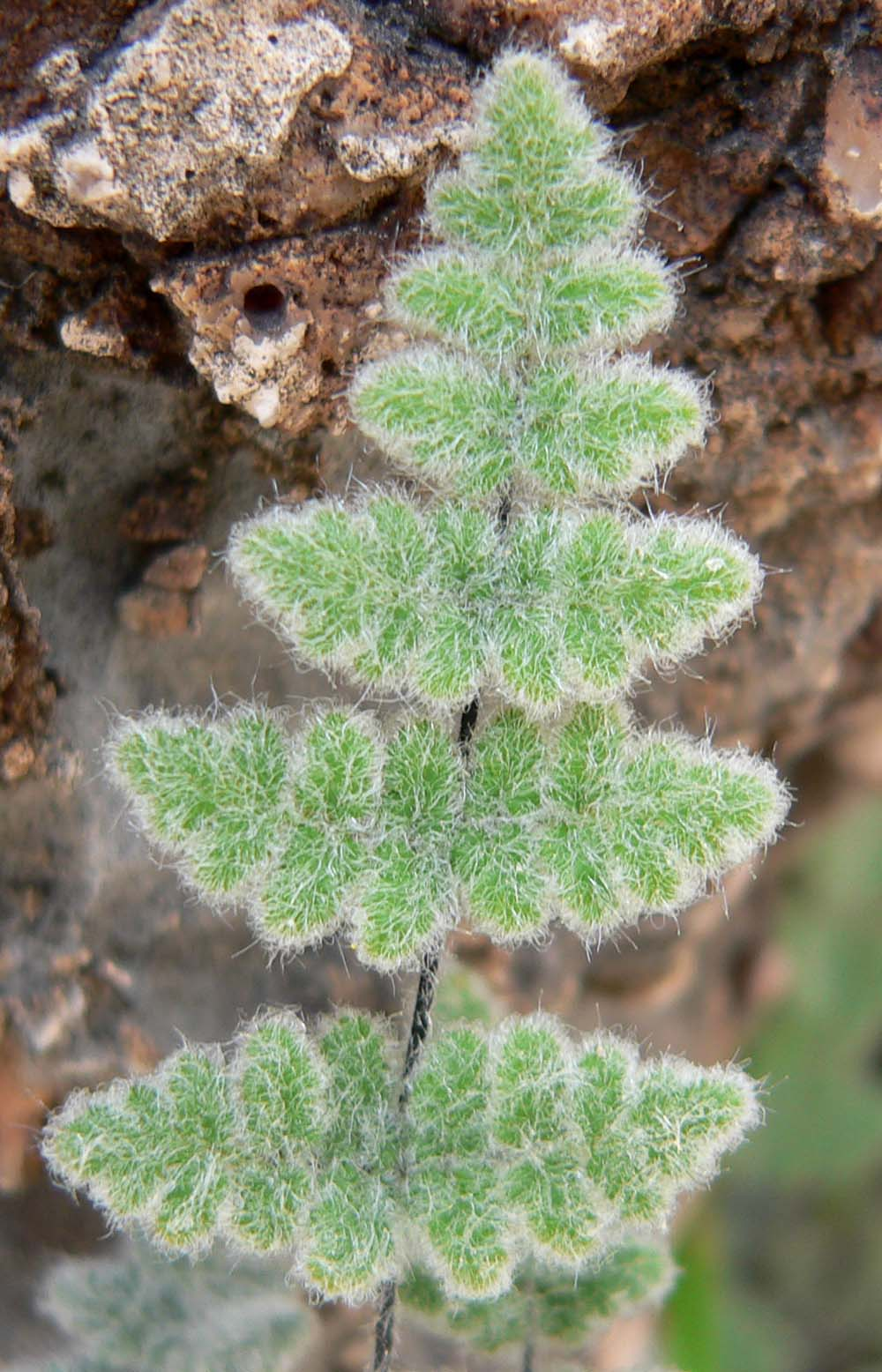
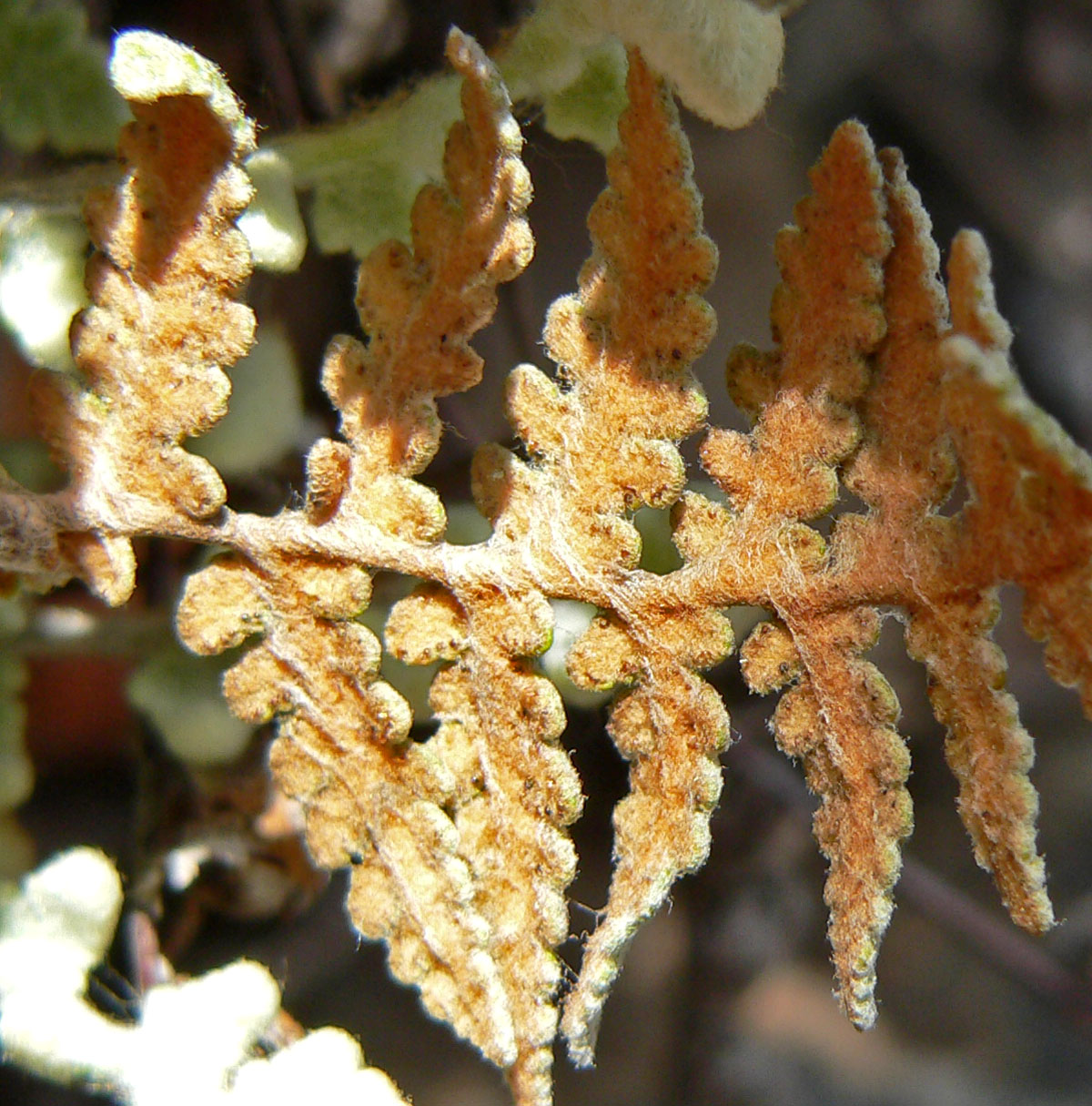